# ナレンドラ・モディ
ナレンドラ・ダモダルダス・モディ（ヒンディー語: नरेन्द्र दामोदरदास मोदी、グジャラート語: નરેન્દ્ર દામોદરદાસ મોદી、英語: Narendra Damodardas Modi、1950年9月17日 - ）は、インドの政治家。インド人民党党首。第18代インド首相。 ヒンドゥー至上主義（インドはヒンドゥー教国家であり、国内の少数派、とくにイスラム教徒は、ヒンドゥー教の優位性を認めなくてはならないとするイデオロギー）寄りの政府を生み出し、一部では国父といわれたガンジーを暗殺したナトラム・ゴドセを崇拝する者も現れている。ヒンドゥー極右団体「民族義勇団(RSS)」の元運動家であり、同団体も政権基盤となっている。第14代グジャラート州首相を務めた。インド史上で初めての「独立後世代」の首相であり、州首相の経験を持つ初めての首相である。

## 経歴

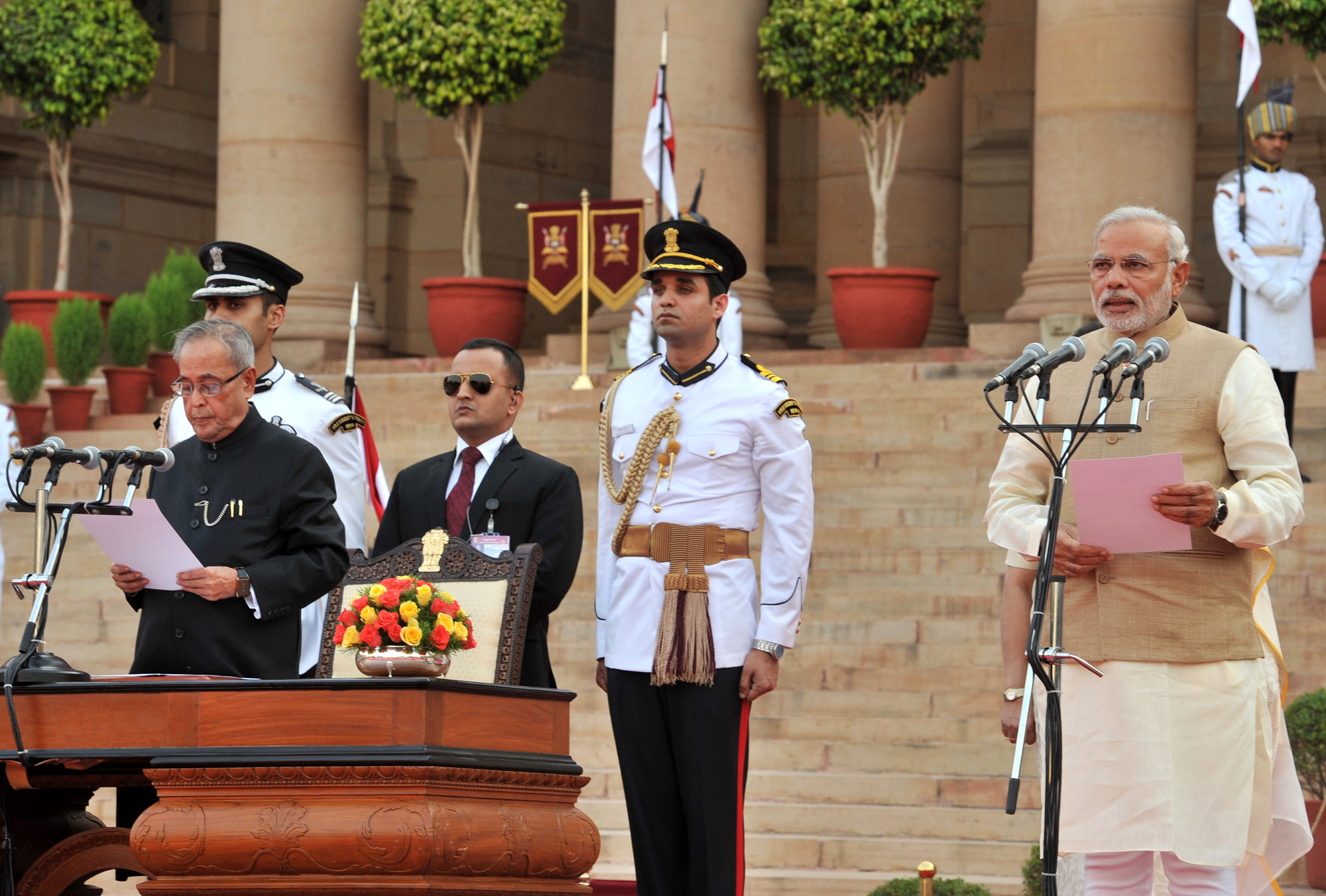
首相に就任するモディ

1950年9月17日、インド西部の北グジャラート（現在のグジャラート州）のメサーナ地区にあるワタナガルで誕生した。貧しい紅茶売りの子で、上位カーストに比べて社会進出や教育水準で遅れているその他後進諸階級の生まれであり、不可触民が属する「指定カースト」とともに公的雇用の確保措置の対象になっていた。インド人民党（RJP）の支持基盤であるヒンズー至上主義組織「民族義勇団（RSS）」の活動に参加。1987年、グジャラート州議会議員（RJP）となる。グジャラート大学において政治学修士号を習得した。
2001年から2014年までグジャラート州首相を務め、3度再選されている。インフラ整備や外資の受け入れなどにより、同州の経済成長を実現した。ヒンドゥー至上主義、反イスラーム主義的言動でも知られるが、2014年のインド総選挙後には「全国民とともに」を掲げて国内が分断することは避けた。一方で、後述するように現在にかけて非ヒンディー教徒などへの弾圧を行っている。
2014年5月の総選挙開票前に、RJPの選挙運動委員会会長に任命された。長らく妻はいないとしてきたが、総選挙に立候補するとき、書類に配偶者欄に記入して提出、妻がいたことを告白した。結婚生活は破綻しているという。
2014年5月に開票された総選挙でインド人民党が勝利を収めたことにより、5月26日、第18代首相となり就任式を執り行った。
インドでは国全体で100言語以上が使われ、公用文書でもヒンディー語と英語に加えて20言語が採用されていた。ヒンディー語を話す国民は人口の約40％にすぎないが、モディ政権及びインド人民党は「ヒンディー語強制策」をインド北部諸州で執行した。反ヒンディー語のタミル民族は焼身自殺などでの抵抗を行っている。
モディは英語を流暢に話せるが、外国の要人との会談ではヒンディー語を使い、通訳を介して話す。

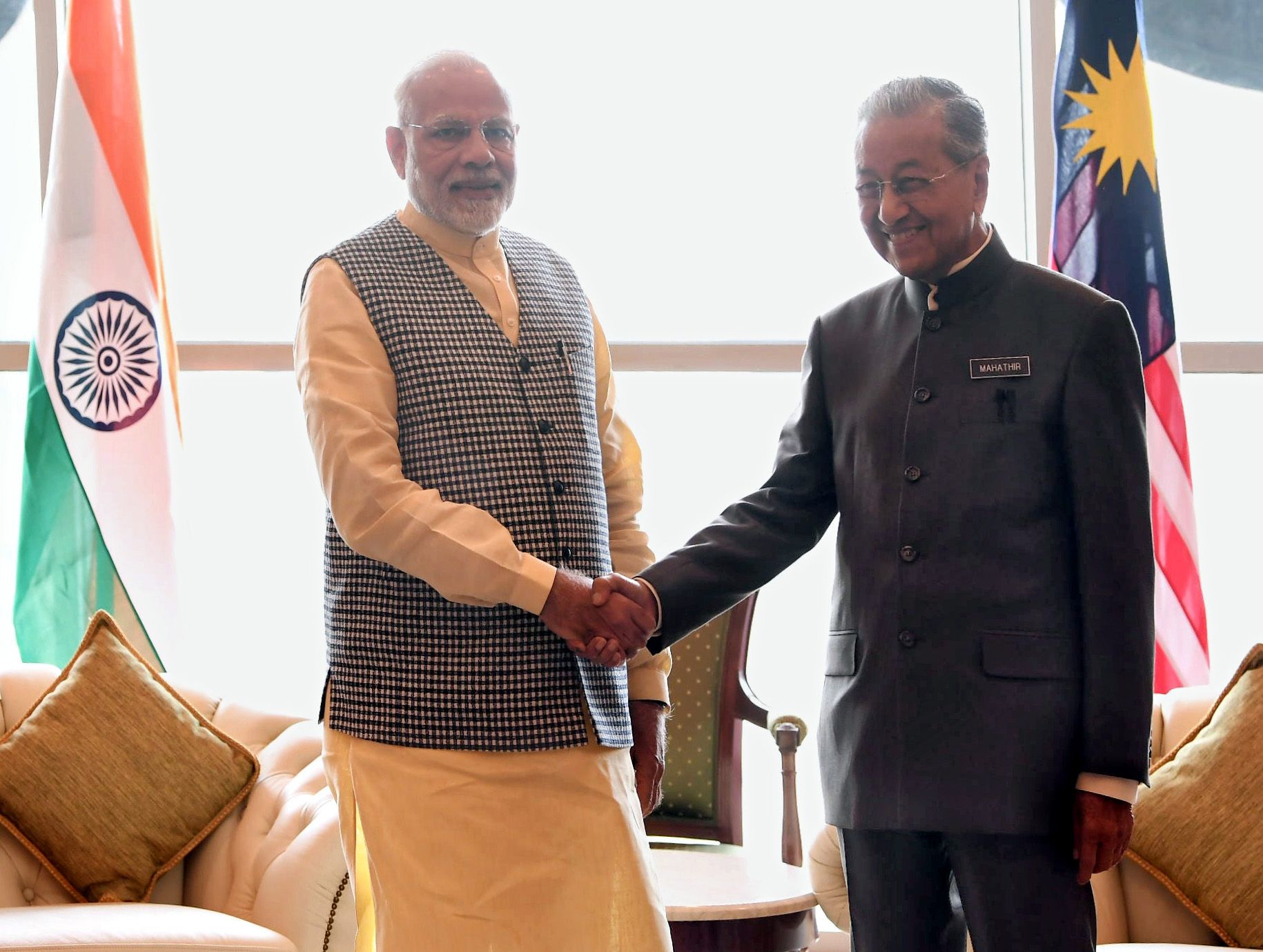
ナレンドラ・モディとマハティール・ビン・モハマド

## 政策

### 外交

#### 日本

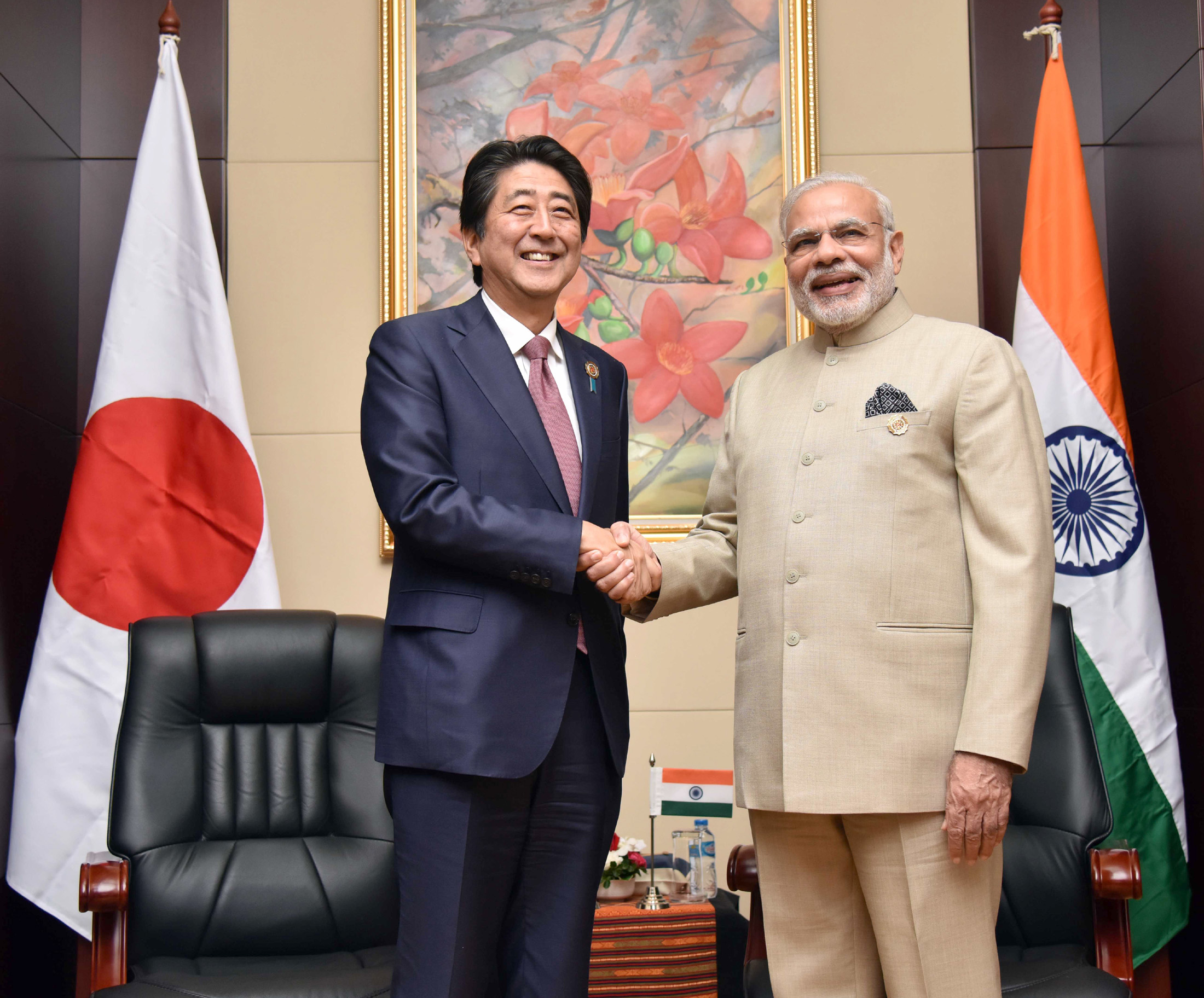
ナレンドラ・モディと安倍晋三

日本はグジャラート州で産業・投資について協力をしており、モディとはグジャラート州首相時代から友好的な関係を持っている。2007年4月に訪日し、当時首相であった安倍晋三らと会談しており、2012年7月に再度日本を訪問し厚遇を受けた。2012年12月、第46回衆議院議員総選挙に圧勝した安倍が首相に就任することが決まった時、最初に祝福の意を伝えた海外要人の一人がモディだったとされる。このようにモディは安倍と個人的な信頼関係があり、また、様々な点で安倍と共通点を有することから、モディが首相に就任した際、プレジデント社はWebサイト「PRESIDENT Online」の記事でモディについて「インドで誕生した『安倍派』の新首相」と表現している。日本の自動車メーカー・スズキの鈴木修会長とも親しく、これらのことから親日家と報じられることもある。
2014年8月30日、モディが首相として初来日し、安倍首相主催による非公式の夕食会が京都市の京都迎賓館で開かれた。翌31日には安倍とともに東寺を訪れ、大日如来像の前で二人で合掌した。日印首脳会談は9月1日に東京で行われ、共同声明の「日印特別戦略的グローバル・パートナーシップに関する東京宣言」では「特別な関係」が明記され、安全保障面では、外務・防衛閣僚協議（2プラス2）の設置検討で合意、シーレーンの安全確保に向けた海上自衛隊とインド海軍の共同訓練の定期化と、経済分野では日印投資促進パートナーシップを立ち上げ、対印の直接投資額と日本企業数を5年間で倍増させる目標を決定した。同日夜に開かれた夕食会でモディは、極東国際軍事裁判（東京裁判）で被告全員の無罪を主張したインド人判事ラダ・ビノード・パールに言及し、「インド人が日本に来てパール判事の話をすると尊敬される。自慢できることだ。パール判事が東京裁判で果たした役割は我々も忘れていない」と述べ、その功績を称えた。
2015年、インド軍内にも反対意見がある中、モディ政権は米印海上共同訓練「マラバール」に日本を招待することを決定した。日本の海上自衛隊は、「マラバール」に過去数回参加したことがあるが、初参加した2007年以外はいずれも日本近海でのものであり、日本が参加することで中国を刺激することを避けたいインドはインド洋・ベンガル湾での訓練に日本が参加をすることに難色を示してきた。しかし、モディ政権は中国の抑止も考え、ベンガル湾での訓練に日本が参加することを容認したといわれる。
2018年11月にはG20で史上初の日米印首脳会談を行った。
2022年9月27日の故安倍晋三国葬儀にモディ首相がインド代表として参列した。

#### アメリカ合衆国

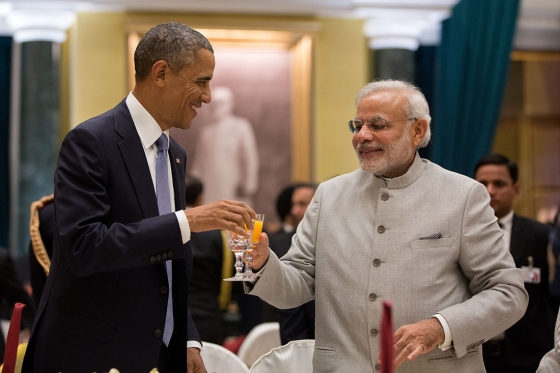
ナレンドラ・モディとバラク・オバマ

モディがグジャラート州首相を務めていた2002年に発生した2002年グジャラート州暴動は700人以上の死者が生じたが、モディが暴動を阻止するために適切な行動をしなかったと疑われ、ジョージ・W・ブッシュ政権は2005年よりモディへのビザ発給を停止していたが、モディ政権誕生に伴いビザ停止を解除した。
2014年8月、ジョン・ケリー国務長官がインドを訪問し、モディと会談し米印関係の改善を演出した。
2015年の共和国記念日の式典には、バラク・オバマを招待した。共和国記念日の式典にアメリカ大統領が主賓として招かれるのは史上初めてのことであり、米印関係強化の方針を明確に打ち出した形である。タイムズ・オブ・インディア紙によると、インド外務省が用意した招待者候補名簿にはオバマの名はなく、オバマの招待はモディの強い意向で実現したものである。
2017年に誕生したドナルド・トランプ政権とも安全保障ではオバマ前政権と同様に密接なのに対して経済面では貿易摩擦も起きており、アメリカに対して報復関税と追加関税も行った。
2019年9月に訪米。同月22日、テキサス州ヒューストン市NRGスタジアムで開催された5万人規模のインド系アメリカ人集会にトランプ大統領とともに参加し、緊密な米印関係をアピールした。

#### 中国

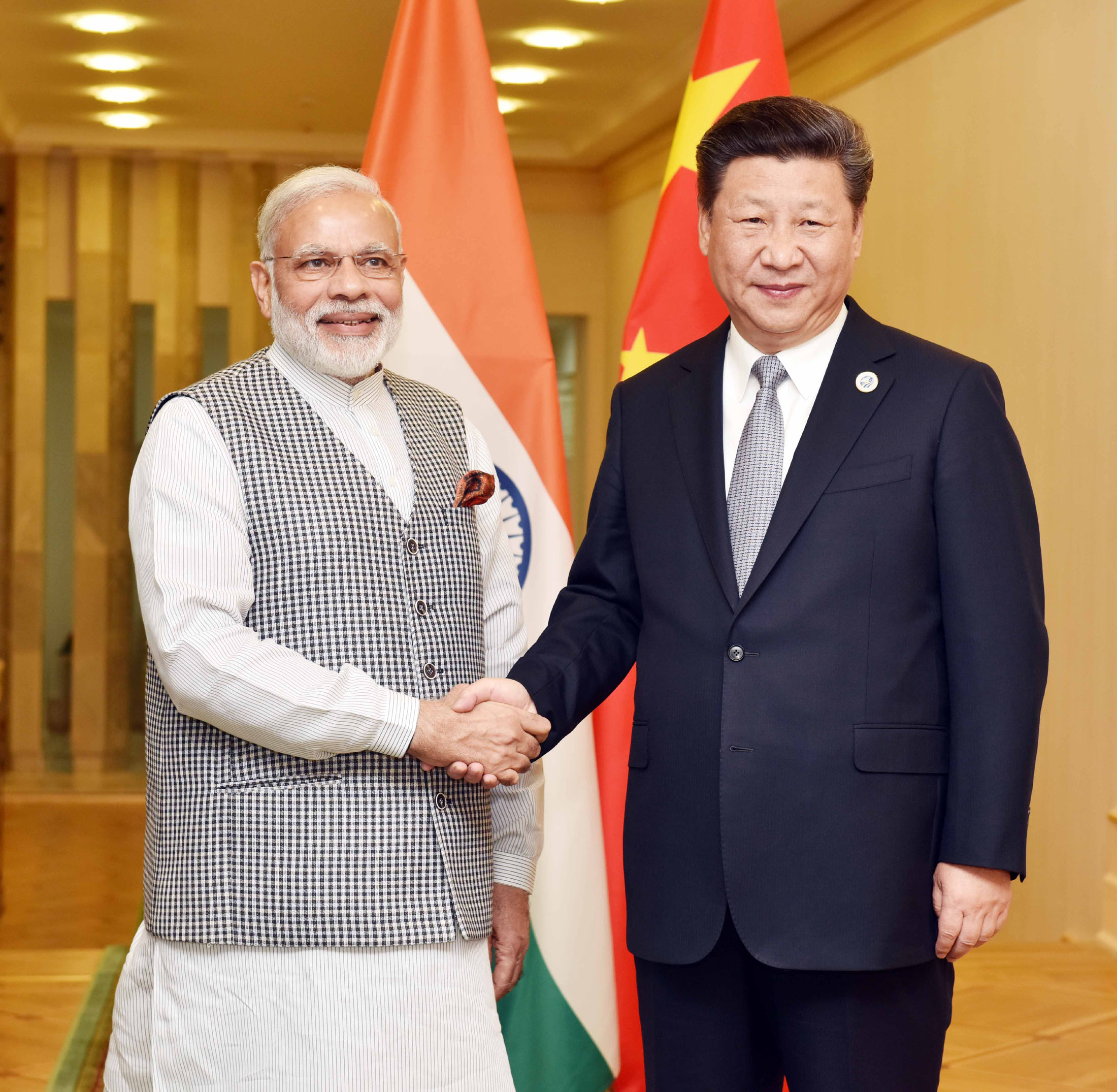
ナレンドラ・モディと習近平

2014年2月には、中国に対し「拡大という思考を捨て去る必要がある」と述べ、中国の領土拡大的な動きを牽制した。2014年の選挙期間中、モディは中国に対する厳しい態度を表明し、首相就任式でも中国が真珠の首飾り戦略を進めている南アジアの国々や、チベット亡命政府のロブサン・センゲ首相を招くなど、中国を牽制する狙いを示した。首相就任の後、モディは初の外遊先にブータンを選択しており、これもブータンと中国が接近していることに懸念を抱いているからとされる。国境を完全に画定させてない中国への安全保障上の警戒心から対中防衛を目的とした安全保障政策もまた重視している。
一方で、首相就任後の5月27日、中国側の提案で李克強首相と電話会談を行った。在中インド大使館によれば、この電話会談で、モディはインドの外交政策にとって常に優先国だと述べたとされる。首相となったモディが、外国の首脳と行った電話会談は、これが初めてとなる。
2014年9月17日、習近平総書記（国家主席）を故郷のグジャラートに招待してモディの64歳の誕生日を祝い、翌18日には首都ニューデリーで会談して国境の平和と安定に向けて協力することで一致した。習近平はチベット亡命政府に中国との和解を打診していたとされ、ジャーナリストのソニア・シンは訪印した習近平がダライ・ラマ14世との面会を快諾するも対中関係を重視するモディによって中止されたと主張するもチベット亡命政府は中国が提案に応じなかったとして否定した。同年7月15日にはブラジルで開催された第6回BRICS首脳会議で、中国などとともに新開発銀行と外貨準備基金の設立文書に署名した。
2015年5月7日、モディは首相就任後では初めて中国を公式訪問し、新浪微博（ウェイボー）にアカウントを開設した。また、習総書記の故郷である陝西省に招かれて三蔵法師玄奘がインドから持ち帰った仏像や経典を収蔵する大慈恩寺に案内されて菩提樹の苗を植えた。2015年に中国の提唱で設立されたアジアインフラ投資銀行（AIIB）にインドは参加してAIIBの最大借入国にもなっており、インド最大の貿易相手国にもなった中国とは経済協力を深めた。また、安全保障面でも中国とロシアが主導する上海協力機構（SCO）へのインドの正規加盟を認められたことからその枠組みでの中国との協力を重視しており、2015年と2016年には中印合同演習を行っている。南シナ海で中国を封じ込める共同軍事作戦への参加を拒否し、反中活動家の入国拒否など中国に配慮する行為も行った。
2017年5月、モディは他の閣僚とともに中国で開催され一帯一路国際協力サミットフォーラムに招待されるも、国境紛争地帯であるカシミール地方が一帯一路構想に位置付けられていることについて双方の溝は埋まらず、出席しなかった。同年8月、2か月超続いた中国軍との国境地帯での睨み合いは双方の合意で終結させた。経済面ではインドは密接な関係が続き、2018年時点でモディ政権のICT政策である「デジタル・インディア」に不可欠なインドのスマートフォン市場の3分の2を中国のメーカーが占め、野党インド国民会議派の総裁で対抗馬だったラーフル・ガンディーからは莫大な米中貿易赤字を築いたことに対してモディ政権の製造業支援政策である「メイク・イン・インディア」（インドでつくろう）は事実上の「バイ・フロム・チャイナ」（中国から買おう）と批判された。
2018年11月にはG20で初の日米印3か国首脳会談の前後に中印首脳会談と12年ぶりの中露印首脳会談を開催してバランスを保った。
2021年7月6日、チベット仏教の精神的指導者であるダライ・ラマ14世の86歳の誕生日にあたり、誕生日を祝う電話をかけたことを公表した。モディは、SNSを通じて「ダライ・ラマ14世の86歳の誕生日を祝うため彼と電話で話した」として、「今後も末永く健康でいられるよう祈願したい」と伝えたことを明かした。2020年、インドと中国の係争地域で死者の出る衝突が起こった際、ダライ・ラマ14世の誕生日にメッセージを送らなかったことを野党から「中国の顔色をうかがい過ぎている」と批判されており、今回の交流を誇示したのは、中国に対する国内の強硬世論を意識したものとみられる。
2020年のインドと中国の係争地域で死者の出る衝突により、インドでは中国製品の不買運動が起こり、インド政府が中国製スマートフォンアプリの使用を禁止するなどの国内の対中感情の悪化から、モディは2021年7月1日の中国共産党建党100周年を祝うメッセージを中国に送らなかった。しかし、2024年10月にロシアで開催された第16回BRICS首脳会議にて中印首脳会談を行い、国境問題について解決策模索で合意した。

#### 北朝鮮
インドは北朝鮮にとって3番目の貿易相手国だったが、2017年4月にモディ政権はインド国内の北朝鮮関連資産をすべて凍結して食料と医薬品を除く全品目を禁輸する対北経済制裁を初めて実施した。

#### パキスタン
ヒンドゥー至上主義の傾向のあるモディは、3度の印パ戦争で領土問題が残るパキスタンに対して強硬路線を取る可能性が指摘されていたが、2014年5月26日のモディの首相就任式では、パキスタン首相のナワーズ・シャリーフが出席した。両国の独立以降、首脳が相手国の首相就任宣誓式に出席するのは初めてとなる。パキスタン側は招待を受けた後、3日間に渡り政府や軍が出席の是非を検討、新たな印パ関係を築く貴重な機会として出席を決めた。モディは、首相就任式にパキスタンのシャリフ首相以下、南アジア地域協力連合の全加盟国の首脳かその代理を初めて招いた。2015年12月25日、パキスタンを予告なしでインド首相では12年ぶりに訪れ、シャリフ首相と会談した。2018年8月には上海協力機構に加盟している中国・ロシア・インド・パキスタン・中央アジア諸国による初の合同軍事演習を行った。インドとパキスタンにとって独立以来初の国連平和維持活動以外での軍事協力となった。
しかし、カシミールを巡っては対立を続けており、予定された協議も中止し、双方の砲撃や銃撃戦も起きるなど両国で非難の応酬がされている。2019年2月には48年ぶりにパキスタンの越境空爆（バーラーコート空爆）を行い、パキスタン空軍とインド空軍がカシミール地方で空中戦を行ってパキスタンはインド空軍機2機、インドはパキスタン空軍機1機を撃墜したとそれぞれ発表して緊張状態になった。また、インドで唯一イスラム教徒が多数派となっている州でパキスタンとの係争地でもあるジャンムー・カシミール州の自治権を剥奪してインターネット通信などを遮断し、デモなどで抗議する住民に対してインド軍の治安部隊が暴行や拷問など弾圧を行ったとも報じられ、これに対してパキスタンは人権侵害と反発した。

#### イスラエル
2017年7月、同国の首相として初めてイスラエルを訪問し、エルサレムでベンヤミン・ネタニヤフ首相と会談した
。かねてから農業面の成功などからモディはイスラエルとの関係を重視していた。イスラエルにとってインドは最大の武器の買い手でインドにとってイスラエルはロシアに次ぐ武器供給国という関係にあり、印パ戦争の英雄でインドとイスラエルの軍事協力を推進しているユダヤ系インド人のJ・F・R・ジェイコブ元ゴア州・パンジャーブ州知事はインド人民党の安全保障顧問を務めてモディとも交流を持っていた。モディの尊敬するヴィナーヤク・ダーモーダル・サーヴァルカルらヒンドゥー至上主義者は反ムスリムの立場からシオニズムを支持しており、国際世論調査でもインドは親イスラエル的な意見がアメリカを上回っている。

### 経済
グジャラート州はインドで最も高い経済成長を遂げている州であり、モディはその立役者とされる。そのグジャラートの繁栄の象徴としてモディによって建設を推し進められたインドの初代副首相ヴァッラブバーイー・パテールの世界最大の像「統一の像」も2018年に完成した。
モディの経済政策は新自由主義に近く、小さな政府や民営化の推進を主張しており、イギリスのマーガレット・サッチャー首相に例えられることもある。
モディの経済手腕は海外からも期待されており、モディが選挙に圧勝して首相に就任すると、インドの会社の株が数多く買われた。2014年6月9日、インドの株式時価総額は過去最高値を付けた。
モディ政権が2014年6月9日に発表した経済政策は、ニューズウィークなどの海外マスコミ報道からは「モディノミクス」と呼ばれる。これには中国の方式が一部に取り入れられてるとされ、モディは中国との経済関係を重視しているとも指摘される。
2016年11月8日午後8時に、500ルピー（当時の為替レートで約800円）と1000ルピー（同約1600円）の2種類の高額紙幣について、突如「4時間後の11月9日午前0時に廃止にする」とテレビを通じて発表した。このためインド全土で、この発表直後から、市民が銀行やATMに殺到して大混乱に陥った。インド経済のキャッシュレス社会化の他、偽札が多く出回っているため、500ルピーと1,000ルピー紙幣を廃止にして、強引に通貨回収することで、偽札撲滅や地下経済で取引されている富裕層のタンス預金炙り出しを狙ったものと発表されている。
2019年11月、2013年以来約6年ぶりの低成長率でモディ政権発足後最低となったことが発表された。2019年は米中貿易戦争による世界経済の減速やノンバンクの信用危機の影響を受けたとされる。また、同時期に対中貿易赤字を理由にRCEPの交渉からインドを離脱させた。

### 宗教
モディは若い頃からヒンドゥー至上主義を掲げる民族義勇団に所属しており、イスラム教に対する憎悪を煽る演説を行っていた。イスラム教徒のヒンドゥー教徒への列車焼き討ち事件 を、きっかけに起きた2002年グジャラート州暴動では、ヒンドゥー教徒とイスラム教徒双方合わせて1000人以上死亡する事件を黙認したマスコミに指弾され、グジャラート州のモディ政権は西側諸国から「犯罪政権」と見做された。事件当初からモディ自身は事件への関与を否定していたが、後の裁判で改めて関与否定が確定したが、一部の側近は事件に関与したと判断された。この事件を理由に、英エコノミストは、モディを支持しないと表明していたが、2014年5月に開票された総選挙でインド人民党が勝利を収めると、一転して、「モディの素晴らしい勝利はインドの繁栄の過去最高のチャンスを与える」と表明した。
モディは2014年の選挙において、イスラム教徒への融和姿勢や配慮を強調する場面も見られた。インドのイスラム教徒の中には、モディのグジャラート州での政治を見て、経済成長からイスラム教徒が巧妙に疎外される「少数派の社会的疎外化」を懸念する声や、将来を悲観する声が上がっている。一方で、国民会議派の腐敗への失望や、モディの経済手腕への期待から、モディや人民党に票を投じたイスラム教徒も少なくなく、グジャラート州のイスラム教徒も発展の恩恵を受けたという指摘もある。
2014年5月26日の首相就任式では、イスラム教国家のパキスタンのナワーズ・シャリーフ首相や、仏教を信仰するシンハラ人を支持基盤にヒンドゥー教徒が多いタミル人の反政府武装組織タミル・イーラム解放のトラを中国・パキスタンの支援で壊滅させたスリランカのマヒンダ・ラージャパクサ大統領なども招待され、出席した。これには、自身がヒンドゥー至上主義者であるとの懸念を払拭する狙いがあるとされる。
2014年6月11日、首相就任後、議会で初の主要演説を行った際には、インドで近年起こったレイプ事件とともに、ヒンズー教原理主義集団メンバーの仕業とされるイスラム教徒の若者の殺害に言及、「これらの事件は深い内省を必要とする。政府は厳しく処置しなければならない」と述べ、「国民は長く待っていないだろうし、われわれ自身の良心もわれわれを許さないだろう」と語った。
2014年に首相として来日した際は、仏教・真言宗の寺院である東寺を訪れ、大日如来像の前で合掌した。
2018年7月、インド国民であることを示す国民登録簿（NRC）を発表したが、ムスリム住民400万人の市民権を否定する内容から批判された。
2019年12月、パキスタン、アフガニスタン、バングラデシュなどから逃れた非イスラム教徒の不法移民に国籍を与える市民権改正法（CAA）を成立させたことに対してインド全土でデモや暴動が起きて日本の安倍首相の訪印も中止する事態となり、首都のニューデリーをはじめとするインドの各地では度々インターネットと携帯通信の遮断および集会の禁止措置が行われた。

### 軍事
モディの所属するインド人民党は、総選挙における公約に、核兵器に関する政策見直しを表明している。モディは核の先制不使用は堅持すると発言しているが、インド人民党は、以前の政権担当時（バジパイ政権時代）に核実験を実行したこともあり、外交・安全保障の面では、強硬な路線に傾く懸念が指摘されている。

### 環境衛生
インドでは急速な経済発展に伴って世界最悪の大気汚染が起きており、2018年時点で世界保健機関によれば世界で最も大気汚染が深刻な14都市の全てはインドである。モディ政権は大気汚染対策として二輪車および三輪タクシーなどの電気自動車化を推し進めた。
また、インドでは、ヒンドゥー教の思想の影響からトイレを有していない家庭が多い。人口約13億人のうち、5億2,300万人が屋外排泄している推計もあり、衛生状態の悪化から感染症の発生も見られるなど深刻な社会問題となりつつある。モディ首相は、2019年までに約1億2,000万世帯へトイレを新設することを目指す「きれいなインド」キャンペーンを行っている。

## ヒンドゥー至上主義と弾圧問題
モディが属する人民党はヒンドゥー教の規範を統治原理にし、日本では「ヒンドゥー至上主義政党」と呼ばれている。略称のBJPは、「Bharatiya（インドを示す古来の名称）Janata（人民）Party」の頭文字である。そして党の基盤となっているのが、国父ガンジーの暗殺者、ナトラム・ゴドセを出したヒンドゥー至上主義の極右・ファシスト団体民族義勇団（RSS）であり、モディもこのRSSの元活動家である。
モディの出身並びに現在の後援団体でもあるRSSはアドルフ・ヒトラー及びナチス・ドイツと第三帝国を称賛並びに踏襲しており、モディがグジャラート州首相に就任後、「至高の英雄ヒトラー」「ナチスの偉業」というセクションが入った教科書が採択された。イスラエル系メディアや各国の人権活動家は、インドでナチス的な選民思想が現在にかけて人気を博し、ネオナチ的民族主義者が台頭している事への警鐘を鳴らしている。またモディ政権におけるナチズムに対するシンパシーはイスラム教徒をユダヤ系と見立ててのものであるとされており、イスラエルがイスラム教徒の敵ということでモディ政権は親イスラエルであり、共にイスラム教徒の弾圧を行っている。
2014年より開始されたモディ政権以降、「インドでは真実を語ることは犯罪になり得る」とされる程に宗教的少数派に対する組織的な差別、偽りの容疑による平和活動家や政府批判者の拘禁、表現の自由を弾圧するテクノロジーの利用が進んでいる。
インドでは国全体で100言語以上が使われ、公用文書でもヒンディー語と英語に加えて20言語が採用されていた。ヒンディー語を話す国民は人口の約40％にすぎないが、モディ政権及びインド人民党は「ヒンディー語強制策」をインド北部諸州で執行した。反ヒンディー語のタミル民族は焼身自殺などでの抵抗を行っている。2022年10月、インド南部のタミル・ナドゥ（TN）州議会は中央政府によるヒンディー語の強制に反対する決議を可決した。
モディは「ヒンドゥー教国家」を唱え、ガンジー暗殺への関与が疑われた人物を英雄視させるように歴史修正をさせた教科書を閣議決定し、イスラム教徒やキリスト教徒を「外来者」と位置づけたり、国父マハトマ・ガンジーを暗殺したRSS（民族義勇団）の愛唱歌を加え、タージマハルを利用し「歴史と神話」を現実に混同させている事が問題視される。
デリー大学のサンジャイ・スリバスタバ教授（社会学）は「モディ氏は古代インドの優越性を強調してヒンドゥー教徒の誇りを刺激する。これを世界でのインドの存在感の向上や経済成長などが後押ししている」とみる。インド憲法はすべての宗教を平等に扱う「世俗国家」を掲げるが、人民党にはこれを削除すべきだと公言する閣僚がいる事もあげられる。
歴史教科書の執筆に携わってきたアルジュン・デブは、「今の動きは、ゲルマン民族の優秀さを歴史から強調し、ユダヤ人を迫害したナチスと重なってみえる」としている。
2021年、オーストラリア上院議員で反レイシズム活動を行うデビッド・シューブリッジは、RSSとその傘下の「バジュラング・ダル」や「ヴィシュワ・ヒンドゥー・パリシャッド（VHP）」などの組織がもたらす脅威について問題を提起し、「特にシドニー西部のシーク教徒コミュニティに対して、極右過激派による暴力事件がすでにあまりにも多く起きている」とシューブリッジは述べ、RSSらを「ネオナチ」であると発言した。

## 2002年グジャラート暴動事件への関与疑い
2001年、当時政権与党だったインド人民党（BJP）が、選挙で選出された当時のグジャラート州の州首相を突然退任させ、その後任として州議会議員でもなかったモディを送り込んだ。そしてモディが州知事に就任してか5ヵ月後、ヒンドゥー教徒の参拝客59人を乗せた列車の車両が、突如何者かに火を放たれて全員が生きたまま殺されるという放火事件が発生。その復讐としてヒンドゥー教徒の自警団がイスラム教徒を標的とした組織的な大暴動を起こし、グジャラート州内で白昼堂々と約2500人の虐殺、数万人のイスラム女性が道に引きずり出され性的暴行を受けた「グジャラート暴動事件」が発生した。
この事件でモディは、暴動を起こしたヒンデゥー至上主義者達を止めず、寧ろ扇動したとの見方がされている。モディへの個人崇拝や神格化を推し進めるような「ストーリー」を完成させる目的の一環として、グジャラートでの暴動で暴徒が攻撃対象を割り出すために、投票者名簿や納税記録が使われたとの報告も挙げられている。組織的大虐殺の直後、モディは州議会を解散して総選挙実施を発表。モディはこの虐殺事件により選挙に勝利したとされている。最高裁判所は2012年、モディを訴追するのに十分な証拠がなかったとの結論に達した。被害者や活動家、さらには警察幹部も、モディが治安部隊に介入しないよう要請したとしてその責任を非難している。また、2023年にBBCはモディの暴動の関与に関する報道を行ったが、インド政府はTVやYouTubeなどのネットサービス上でBBCの番組を視聴禁止にする措置を行った。

## BBCによるドキュメンタリーの上映
2023年5月2日、BBC制作のモディのドキュメンタリーがキャンベラの国会議事堂で上映された。40分間のドキュメンタリー上映後、オーストラリア緑の党上院議員ジョーダン・スティール・ジョン氏、デビッド・シューブリッジ、元IPS職員サンジブ・バット（2002年のグジャラート暴動におけるモディの役割疑惑に関して、当時のグジャラート政府首相ナレンドラ・モディに対してインド最高裁判所に宣誓供述書を提出した警察官。提出した証拠資料は全て棄却され、2019年6月20日、グジャラート州ジャムナガル地区のセッションズ裁判所により、1990年の拘留死亡事件の当事者であるして終身刑が言い渡された。）の娘アーカシ・バット、南アジア地域協力連合のカルパナ・ウィルソン博士らを含むパネルディスカッションが開催された。
オーストラリア緑の党のジョーダン・スティールジョン上院議員は、アルバニーズ首相がインドの悪化する人権状況についてモディ首相と会談しなかったことに懸念を表明した。
「インドでは真実を話すことは犯罪になる可能性があります。このドキュメンタリーは、インドの人々がインド政府とともに経験してきたことのほんの一部です。私は（インド系オーストラリア人の）ディアスポラの多くの人々と話しましたが、声を上げるのはとても難しいと多くの人が言います。彼らは、「家族が危険にさらされるのではないか、帰国したら私も危険にさらされるのではないか」と言いました。そのため、彼らは（オーストラリアの）首相や他の政治指導者に、自分たちのためにその仕事をしてくれるよう期待している。20年前、オーストラリアは中国を疑いなく受け入れ、人権擁護を拒否する過程を経ました。私たちがその教訓を学んでいることを願っています。」

## クリケットとの関係

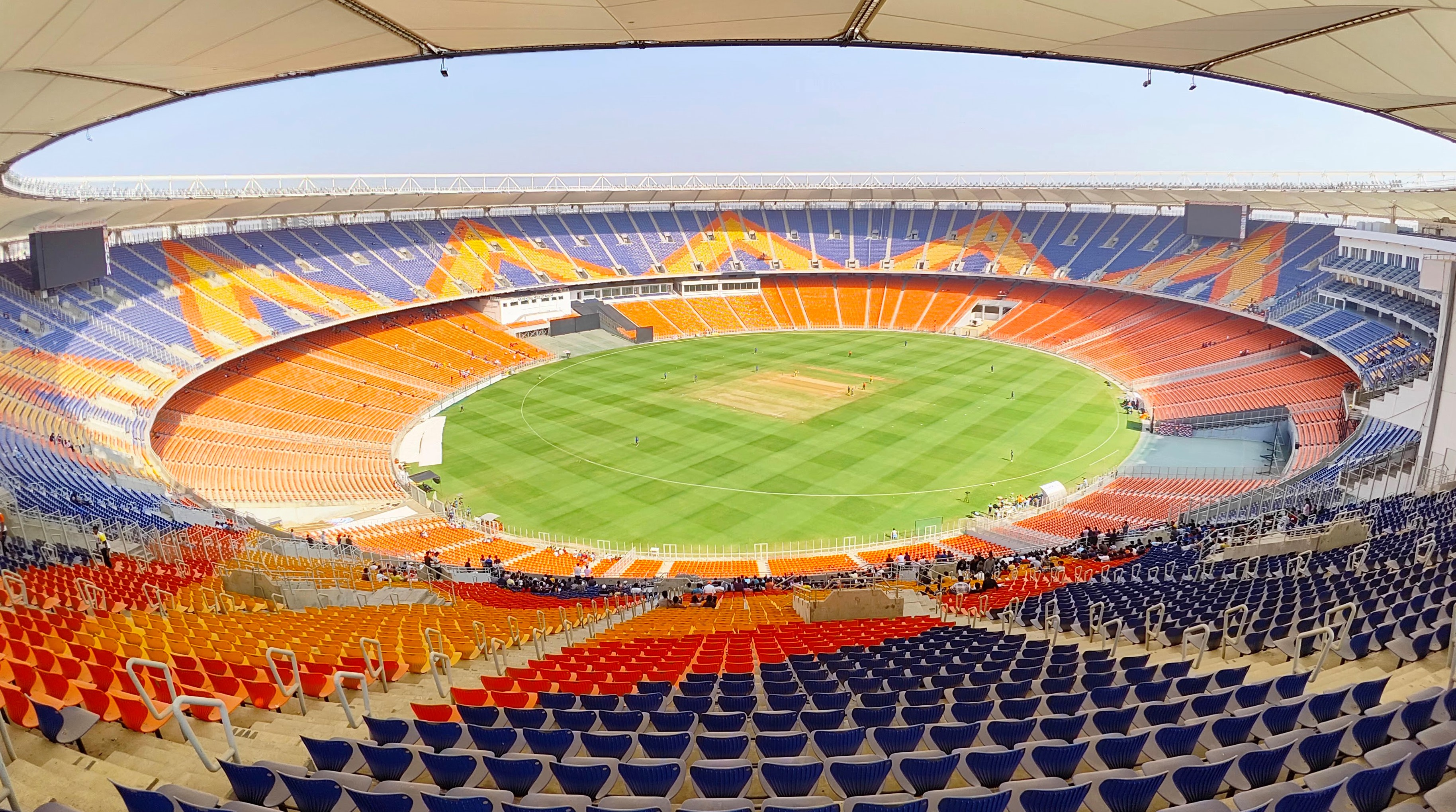
ナレンドラ・モディ・スタジアム（収容人数は13万2000人）

クリケットはインドで圧倒的に一番人気のスポーツであり、モディとも深い関係にある。モディは2009年から2014年まで出身州のグジャラート・クリケット協会（GCA）で代表を務めた。2020年にはアメリカのドナルド・トランプ大統領が就任後初めてインドを訪問し、モディの出身州のグジャラート州最大都市アフマダーバードを訪問した。同市内に完成した世界最大のクリケット専用スタジアムの「モテラスタジアム」で、トランプと10万人を超える聴衆を前に演説した。同スタジアムは2021年にナレンドラ・モディ・スタジアムと名付けられた。